# 至福者の島
至福者の島（しふくしゃのしま、希: μακάρων νῆσοι, makarōn nēsoi, マカローン・ネーソイ）とは、ギリシア神話に登場する死後の楽園。幸福（者）の島（こうふく〈しゃ〉のしま）等とも。
基本的に「エーリュシオン」と同じものを指している。「エーリュシオン」は、ホメーロスが『オデュッセイア』（第4歌563行）で用いた表現であるのに対して、「至福者の島（マカローン・ネーソイ）」は、ヘーシオドスが『仕事と日』（171行）で用いた表現である。どちらも互いの異称として定着している。
西方のオーケアノス（外洋）のほとりにあるとされ、現在、大西洋の東端、ヨーロッパ大陸・アフリカ大陸に近い海域の島々を総称する際に用いられるマカロネシアという呼称も、この「至福者の島（マカローン・ネーソイ）」に因む。
プラトン『ゴルギアス』『饗宴』『国家』、キケロ『ホルテンシウス』といった哲学書にも度々言及される。